# Muchelney
Muchelney est un village et une paroisse civile du Somerset, en Angleterre. Il est situé à 6 km environ au sud-ouest de la ville de Somerton, sur les berges de la Parrett. Administrativement, il relève du district du South Somerset. Au moment du recensement de 2011, il comptait 195 habitants.

## Histoire

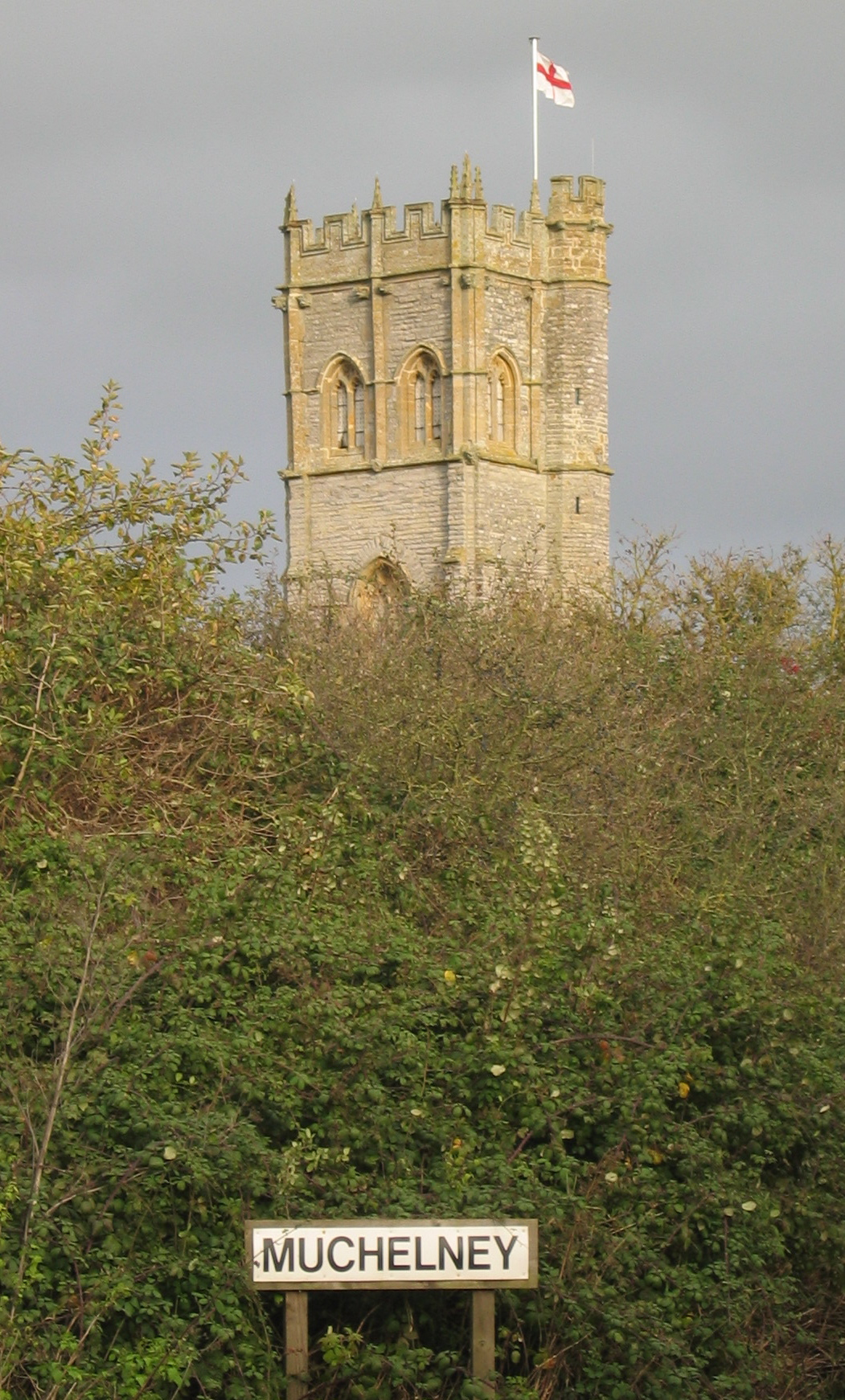
La tour de l'église Saint-Pierre-et-Saint-Paul de Muchelney.

Le village est mentionné dans le Domesday Book sous le nom Micelenie.
L'abbaye de Muchelney est fondée à l'époque anglo-saxonne. Ce monastère, le deuxième plus grand du Somerset après l'abbaye de Glastonbury, disparaît en 1538, dans le cadre de la dissolution des monastères.